# Accipiter melanochlamys
L'astore dal mantello nero (Accipiter melanochlamys (Salvadori, 1876)) è un uccello rapace della famiglia degli Accipitridi endemico della Nuova Guinea.

## Descrizione

### Dimensioni
Misura 32–43 cm di lunghezza, per un peso di 172-256 g nel maschio e di circa 294 g nella femmina; l'apertura alare è di 65–80 cm.

### Aspetto
Questo rapace è immediatamente riconoscibile grazie al piumaggio rosso e nero e alla caratteristica sagoma formata da ali di media lunghezza, coda relativamente breve e zampe piuttosto allungate. Negli adulti, la testa e le parti superiori variano dal nero lucido al nero-ardesia. La nuca è contornata da un largo collare rosso. Il colore rosso prosegue su tutte le parti inferiori, tranne che sulla parte bassa dell'addome, che talvolta è ricoperta da sottili striature bianche. La gola nera è spesso infiltrata di bianco. L'iride, la cera e le zampe sono di colore giallo-arancio. I sessi sono identici. Nei giovani, le parti superiori sono prevalentemente marroni scure o bruno-nerastre con margini rossi e vaghe barre nere sulle remiganti e sulla coda. La parte posteriore del collo e quella alta della mantellina sono striate di bianco, formando un evidente collare dietro la faccia, che è macchiata di bianco. Le parti inferiori presentano una tinta crema o camoscio-rosata. Le cosce sono leggermente più scure, con evidenti strisce marroni. La parte bianca dei fianchi è ornata da scaglioni. L'iride, la cera e le zampe sono gialle. In Nuova Guinea vi sono altre cinque specie del genere Accipiter: l'astore di Meyer, l'astore australiano, l'astore della Nuova Guinea, lo sparviero australiano e l'astore variabile, ma nessuna di esse può essere veramente confusa con questa specie.

### Voce
Il repertorio vocale di questa specie è abbastanza vario. Il grido principale kya...kya...kya viene descritto come potente e piuttosto acuto. È possibile udire anche delle serie di note basse e veloci wea wea wea wea o di di di di che salgono e poi discendono in maniera regolare.

## Biologia
Gli astori dal mantello nero vivono da soli o in coppia. Per quanto ne sappiamo finora, non effettuano nessuna parata aerea, ma spesso planano a grande altezza sopra la volta della foresta. I loro terreni di caccia si trovano principalmente all'interno delle foreste, ma talvolta arrivano a inseguire la preda in spazi più aperti. Di solito figurano generalmente nella categoria dei predatori che cacciano alla posta, ma sono anche in grado di effettuare inseguimenti aerei attraverso i rami. Seguono anche le bande di piccioni frugivori al di fuori delle aree boschive. Sono grandi opportunisti e a volte si impadroniscono dei piccoli uccelli rimasti impigliati nelle reti tese dagli ornitologi.

### Volo
Quando vola, l'astore dal mantello nero effettua battiti rapidi alternati a planate. L'angolo effettuato dalle ali non è conosciuto.

### Alimentazione
Gli astori dal mantello nero cacciano ogni tipo di uccelli di piccole e medie dimensioni. Catturano principalmente i colombi di montagna di d'Albertis (Gymnophaps albertisii), columbidi assai comuni nelle zone montuose, ma si nutrono anche di rane, di insetti e di una grande varietà di piccoli mammiferi, in particolare marsupiali.

### Riproduzione
Gli astori dal mantello nero nidificano abitualmente nell'ultima parte dell'anno. I maschi sono spesso in procinto di riprodursi durante il mese di ottobre. Secondo osservazioni abbastanza recenti (1977), il nido sarebbe situato su un grande albero del genere Pandanus, a notevole altezza dal suolo. Le dimensioni della covata, la durata dell'incubazione e della permanenza nel nido, nonché i tipi di cure parentali sono per il momento sconosciute. A titolo informativo, altri astori del genere Accipiter che vivono in Nuova Guinea (l'astore di Meyer e l'astore bruno) depongono in media 3 uova che vengono covate per circa una trentina di giorni.

## Distribuzione e habitat
Gli astori dal mantello nero frequentano le foreste nebulose in cui i tronchi e i rami sono coperti da muschi e licheni, ma possono spingersi in cerca di cibo anche ai margini delle aree boschive, nei boschetti in corso di rigenerazione, nelle zone coltivate adiacenti e nei giardini dove crescono alberi di Casuarina. Questi uccelli da preda occupano generalmente le quote medie e superiori delle montagne: non scendono mai al di sotto dei 1100 metri. Prediligono le zone al di sopra dei 1800 metri, ma possono spingersi almeno fino a 3300 metri di altitudine. Gli astori dal mantello nero sono endemici della Nuova Guinea. In quest'isola, sono presenti quasi esclusivamente nella cordigliera montuosa centrale, dalla baia di Geelvink fino alla catena Owen Stanley, passando per la penisola di Huon. Una popolazione isolata, talvolta classificata come una sottospecie distinta, A. m. schistacinus, vive nella penisola del Vogelkop.

## Conservazione
Non conosciamo con precisione le densità delle varie popolazioni, ma l'astore dal mantello nero sembra essere una specie rara o molto sparsa su tutto il suo intero areale. Nel 1972, Diamond affermò che la totalità degli effettivi non doveva superare i 30 individui in tutta l'isola. Queste previsioni, tuttavia, sembrano essere molto sottovalutate. L'astore dal mantello nero ha infatti un'indole molto riservata e ama rimanere nascosto nel sottobosco, passando molto spesso inosservato. Secondo la IUCN, l'astore dal mantello nero non rischia di entrare nel novero delle specie in pericolo, a patto che la copertura forestale della Nuova Guinea rimanga al livello attuale.